# Спаське (Калязінський район)
Спаське (рос. Спасское) — село в Калязінському районі Тверської області Російської Федерації.
Населення становить 150 осіб. Входить до складу муніципального утворення Алфьоровське сільське поселення.

## Історія
Від 2005 року входило до складу муніципального утворення Алфьоровське сільське поселення.

## Населення
| 1859 | 1888 | 1997 | 2002 | 2010 |
| ---- | ---- | ---- | ---- | ---- |
| 241  | ↗255 | ↘226 | ↘184 | ↘150 |